# Paul Drinkhall
Dit overzicht is mogelijk incompleet; u kunt helpen door het uit te breiden.
Paul Andrew Drinkhall (Middlesbrough, Engeland, 16 januari 1990) is een Engels professioneel tafeltennisser. Hij speelt rechtshandig met de shakehand-grip.
In 2012 (Londen), 2016 (Rio de Janeiro) en 2020 (Tokio) nam hij deel aan de Olympische Zomerspelen maar won geen medailles.

## Belangrijkste resultaten
- Brons met het team op de wereldkampioenschappen 2016.